# David Ellefson
David Warren Ellefson (* 12. listopadu 1964, Jackson, Minnesota) je americký baskytarista, který se nejvíce proslavil jako spoluzakladatel thrashmetalové skupiny Megadeth, ve které hrál mezi lety 1983–2002 a 2010–2021. Po odstoupení v roce 2002 se stal členem skupin Temple of Brutality, F5 a Killing Machine. Také spolupracoval se skupinou Soulfly. Dne 9. února 2010 se David vrátil ke své mateřské kapele Megadeth po boku Dava Mustaina, Chrise Brodericka a Shawna Drovera. Ellefson, stejně jako Mustaine, je křesťan. Řekl, že v devadesátých letech, když se zbavil drog, se vrátil i k Bohu.
V květnu 2021 byl z Megadeth vyhozen kvůli nařčení ze sexuálního obtěžování. Následně založil vlastní kapelu s názvem The Lucid a představil první píseň s názvem „Maggot Wind“. Eponymní debut má vyjít 15. října 2021.
V červenci roku 2022 se přidal k heavymetalové kapele Dieth.[zdroj⁠?!] Podle jeho slov všichni členové nasbírali zkušenosti ze svých minulých kapel a využijí je pro nový projekt.
Přes duben 2024 byl hostujícím členem skupiny Overkill, protože baskytarista D.D. Verni se zotavoval z operace ramene.